# Palasgarh
Palasgarh fou un estat tributari protegit del tipus zamindari al districte de Chanda, tehsil de Warora, a les Províncies Centrals, a uns 30 km al nord-est de Wairagarh, format per 85 pobles, amb una superfície de 679 km² i una població de 9.430 habitants (1881). El país és muntanyós. Els marathes van ocupar el fort després de la conquesta de Chanda. El principat fou tingut per un cap gond de la nissaga de Wairagarh però més tard va passar a un gond de la branca de Saigam.